# Dekutince
Dekutince (en serbe cyrillique : Декутинце) est un village de Serbie situé dans la municipalité de Vladičin Han, district de Pčinja. Au recensement de 2011, il comptait 245 habitants.

## Démographie
| 1948 | 1953 | 1961 | 1971 | 1981 | 1991 | 2002 | 2011 |
| ---- | ---- | ---- | ---- | ---- | ---- | ---- | ---- |
| 270  | 260  | 232  | 238  | 259  | 287  | 271  | 245  |

|  |